# Patinação de velocidade nos Jogos Olímpicos de Inverno de 2014 - 1000 m feminino
As competições de 1000m feminino da patinação de velocidade nos Jogos Olímpicos de Inverno de 2014 foram disputadas na Adler Arena em Sóchi, em 13 de fevereiro de 2014.

## Medalhistas
| Ouro   | CHN Zhang Hong  |
| Prata  | NED Ireen Wüst  |
| Bronze | NED Margot Boer |

## Recordes
Antes desta competição, os recordes mundiais e olímpicos da prova eram os seguintes:
| Tipo | Atleta        | Tempo       | Local          | Data                    |
| ---- | ------------- | ----------- | -------------- | ----------------------- |
|      | Brittany Bowe | 1:12.58 min | Salt Lake City | 17 de novembro de 2013  |
|      | Chris Witty   | 1:13.83 min | Salt Lake City | 17 de fevereiro de 2002 |

## Resultados
| Pos.              | Par | Raia | Atleta                     | Tempo    | Diferença | Notas |
| ----------------- | --- | ---- | -------------------------- | -------- | --------- | ----- |
| Medalha de ouro   | 7   | I    | CHN Zhang Hong             | 1:14.02  | —         |       |
| Medalha de prata  | 17  | I    | NED Ireen Wüst             | 1:14.69  | +0.67     |       |
| Medalha de bronze | 16  | I    | NED Margot Boer            | 1:14.90  | +0.88     |       |
| 4                 | 18  | I    | NED Lotte van Beek         | 1:15.10  | +1.08     |       |
| 5                 | 14  | I    | NED Marrit Leenstra        | 1:15.15  | +1.13     |       |
| 6                 | 15  | I    | USA Heather Richardson     | 1:15.23  | +1.21     |       |
| 7                 | 17  | O    | USA Brittany Bowe          | 1:15.47  | +1.45     |       |
| 8                 | 7   | O    | CAN Christine Nesbitt      | 1:15.62  | +1.60     |       |
| 9                 | 12  | O    | CZE Karolína Erbanová      | 1:15.74  | +1.72     |       |
| 10                | 10  | O    | GER Judith Hesse           | 1:15.84  | +1.82     |       |
| 11                | 18  | O    | KOR Lee Sang-hwa           | 1:15.94  | +1.92     |       |
| 12                | 15  | O    | JPN Nao Kodaira            | 1:16.45  | +2.43     |       |
| 13                | 12  | I    | CHN Wang Beixing           | 1:16.59  | +2.57     |       |
| 14                | 10  | I    | RUS Yekaterina Shikhova    | 1:17.01  | +2.99     |       |
| 15                | 11  | O    | RUS Yuliya Skokova         | 1:17.02  | +3.00     |       |
| 16                | 1   | O    | NOR Ida Njåtun             | 1:17.15  | +3.13     |       |
| 17                | 13  | O    | CAN Kaylin Irvine          | 1:17.24  | +3.22     |       |
| 18                | 14  | O    | KAZ Yekaterina Aydova      | 1:17.25  | +3.23     |       |
| 19                | 9   | I    | RUS Yekaterina Lobysheva   | 1:17.31  | +3.29     |       |
| 20                | 3   | O    | CAN Kali Christ            | 1:17.41  | +3.39     |       |
| 21                | 5   | I    | JPN Miyako Sumiyoshi       | 1:17.68  | +3.66     |       |
| 22                | 2   | I    | POL Natalia Czerwonka      | 1:17.933 | +3.91     |       |
| 23                | 9   | O    | AUT Vanessa Bittner        | 1:17.937 | +3.91     |       |
| 24                | 3   | I    | GER Jenny Wolf             | 1:17.99  | +3.97     |       |
| 25                | 11  | I    | GER Gabriele Hirschbichler | 1:18.00  | +3.98     |       |
| 26                | 1   | I    | JPN Maki Tsuji             | 1:18.07  | +4.05     |       |
| 27                | 8   | O    | KOR Kim Hyun-Yung          | 1:18.10  | +4.08     |       |
| 28                | 8   | I    | POL Luiza Złotkowska       | 1:18.38  | +4.36     |       |
| 29                | 6   | O    | CAN Brittany Schussler     | 1:18.53  | +4.51     |       |
| 30                | 4   | O    | KOR Park Seung-Ju          | 1:18.94  | +4.92     |       |
| 31                | 2   | O    | USA Sugar Todd             | 1:19.13  | +5.11     |       |
| 32                | 4   | I    | USA Kelly Gunther          | 1:19.43  | +5.41     |       |
| 33                | 5   | O    | CHN Li Dan                 | 1:20.20  | +6.18     |       |
| 34                | 6   | I    | KOR Lee Bo-ra              | 1:57.49  | +43.47    |       |
| —                 | 13  | I    | GER Monique Angermüller    | DSQ      |           |       |
| —                 | 16  | O    | RUS Olga Fatkulina         | 1:15.08  | +1.06     | DSQ   |

Legenda
| Recorde mundial      | Recorde mundial (World record)               |                       | Recorde africano                      | Recorde africano (African) |                                           | Q | Classificado por posição (Qualified) |
| Recorde olímpico     | Recorde olímpico (Olympic record)            | Recorde da América    | Recorde da América (Americas)         | q                          | Classificado por melhor tempo (Qualified) |   |                                      |
| Melhor marca do ano  | Melhor marca do ano (World leading)          | Recorde asiático      | Recorde asiático (Asian)              | DNS                        | Não largou (Did not start)                |   |                                      |
| Recorde nacional     | Recorde nacional (National record)           | Recorde europeu       | Recorde europeu (European)            | DNF                        | Não terminou (Did not finish)             |   |                                      |
| Recorde pessoal      | Recorde pessoal do atleta (Personal best)    | Recorde da Oceania    | Recorde da Oceania (Oceania)          | DSQ / DQ                   | Desclassificado (Disqualified)            |   |                                      |
| Recorde da temporada | Recorde da temporada do atleta (Season best) | Recorde sul-americano | Recorde sul-americano (South America) | NM                         | Sem marca (No mark)                       |   |                                      |